# Zentralamerika- und Karibikspiele 1990/Tennis
Die Tenniswettbewerbe der XVI. Zentralamerika- und Karibikspiele 1990 wurden vom 21. November bis 2. Dezember, bei einem Ruhetag am 26. November, auf den Sandplätzen des Club de Tenis Tepepan in Mexiko-Stadt ausgetragen.
Es fanden bei Damen und Herren Einzel und Doppel und der Mixedwettbewerb sowie danach die Mannschaftswettbewerbe für Damen und Herren statt. 

## Herren

### Einzel
| Platz | Land        | Spieler              |
| ----- | ----------- | -------------------- |
| 1     | Mexiko      | Luis Enrique Herrera |
| 2     | Puerto Rico | Miguel Nido          |
| 3     | Kuba        | Juan Pino            |
| 3     | Kuba        | Mario Tabares        |

### Doppel
| Platz | Land        | Spieler                             |
| ----- | ----------- | ----------------------------------- |
| 1     | Kuba        | Juan Pino Mario Tabares             |
| 2     | Puerto Rico | Miguel Nido Juan Oskar Ríos         |
| 3     | Venezuela   | Juan Carlos Bianchi Salvador Colvée |
| 3     | Mexiko      | Oliver Fernández Francisco Maciel   |

### Mannschaft
| Platz | Land        |
| ----- | ----------- |
| 1     | Mexiko      |
| 2     | Kuba        |
| 3     | Bermuda     |
| 3     | El Salvador |

## Damen

### Einzel
| Platz | Land                    | Spielerin      |
| ----- | ----------------------- | -------------- |
| 1     | Dominikanische Republik | Joelle Schad   |
| 2     | Kuba                    | Rita Pichardo  |
| 3     | Venezuela               | Ninfa Marra    |
| 3     | Puerto Rico             | Emily Viqueira |

### Doppel
| Platz | Land                    | Spielerinnen                       |
| ----- | ----------------------- | ---------------------------------- |
| 1     | Mexiko                  | Aranzazú Gallardo Guadalupe Novelo |
| 2     | Kuba                    | Iluminada Conceptión Rita Pichardo |
| 3     | Guatemala               | Mónica Aguero Flor de María Urrea  |
| 3     | Dominikanische Republik | Madelaine Sánchez Joelle Schad     |

### Mannschaft
| Platz | Land                    |
| ----- | ----------------------- |
| 1     | Mexiko                  |
| 2     | Dominikanische Republik |
| 3     | Kuba                    |
| 3     | Venezuela               |

## Mixed
| Platz | Land                    | Spieler                               |
| ----- | ----------------------- | ------------------------------------- |
| 1     | Mexiko                  | Guadalupe Novelo Luis Enrique Herrera |
| 2     | Puerto Rico             | Emily Viqueira Jaime Frontera         |
| 3     | Kuba                    | Belkis Rodríguez Juan Pino            |
| 3     | Dominikanische Republik | Joelle Schad Rafael Moreno            |

## Medaillenspiegel
| Platz | Land                    | Gold | Silber | Bronze | Gesamt |
| ----- | ----------------------- | ---- | ------ | ------ | ------ |
| 01    | Mexiko                  | 5    | —      | 1      | 6      |
| 02    | Kuba                    | 1    | 3      | 4      | 8      |
| 03    | Dominikanische Republik | 1    | 1      | 2      | 4      |
| 04    | Puerto Rico             | —    | 3      | 1      | 4      |
| 05    | Venezuela               | —    | —      | 3      | 3      |
| 06    | Bermuda                 | —    | —      | 1      | 1      |
| 06    | El Salvador             | —    | —      | 1      | 1      |
| 06    | Guatemala               | —    | —      | 1      | 1      |

## Quelle
- XVI Juegos Centroamericanos y del Caribe, Memoria Oficial (PDF-Datei; 85,5 MB), S. 729–742.